# Edwin Carr
Edwin James Nairn Carr (Auckland, 10 agosto 1926 – Isola Waiheke, 27 marzo 2003) è stato un compositore neozelandese.

## Biografia
Educato alla Otago Boy's High School, inizia a studiare musica nel 1944, all'Università di Otago, e, in seguito, all'Università di Auckland, fino al 1947.
Un anno dopo parte a Londra con una borsa ottenuta dal governo neozelandese per studiare alla Guildhall School of Music, con Benjamin Frankel.
Durante questo suo periodo di studio, che si prolunga fino al 1953, vince il primo premio al Festival di Auckland con la sua Mardi Gras Ouverture e la medaglia della Royal Overseas League con il suo preludio Three Dances and Epilogue per due pianoforti.
Nel 1954, vince una borsa di studio dal British Council che gli permette di studiare al Conservatorio di Santa Cecilia a Roma, con Goffredo Pettrasi. Dopodiché, vedendosi attribuire un'altra borsa di studio, passa all'Accademia Musicale Chigiana a Siena.
Nel 1955, diventa il direttore musicale del Nuovo Balletto d'Italia, con cui gira per tutto il paese, e compone per questa compagnia due balletti: Cacciati dal Paradiso ed Electra.
Un'ennesima borsa di studio conferitagli nuovamente dal British Council nel 1957 lo porta a Monaco di Baviera, alla Hochschule für Musik, dove studia con Carl Orff fino a quando,
nel 1958 fa ritorno in Nuova Zelanda. Un anno dopo entra come docente all'Università di Victoria a Wellington dove rimane per un breve periodo, cioè fino alla sua partenza per Sydney nel 1960. Altrettanto breve è l'arco di tempo che trascorre in quest'ultima città, lavorando per l'Australia Broadcasting Corporation, poiché nello stesso anno torna in Inghilterra.
Installatosi in Inghilterra, inizia a lavorare come insegnante alla Suffolk Rural Music School: per ben dodici anni Carr insegnerà in questa scuola, e in questo ambiente incontrerà e farà amicizia con Geoffrey Grey, musico britannico.
Riprende gli studi con Benjamin Frankel nel 1961 e 1962, e resta in Inghilterra per buona parte degli anni sessanta.
Nel 1970 riceve una commissione dal British Arts Council, per Nastasya (un'opera basata sull'Idiota di Dostoevskij). Carr deve allora tornare in Nuova Zelanda per lavorare sopra questa richiesta con il librettista, Edward Hill; l'anno dopo, in Inghilterra, l'opera viene completata.
Nel 1973, gli viene attribuita una Borsa Mozart biennale per lavorare al settore musicale dell'Università di Otago (Dunedin, Nuova Zelanda). In questi due anni, inoltre, dirige l'Orchestra Sinfonica della Nuova Zelanda.
Nel 1975 si trasferisce a Sydney. Ottiene il posto di lettore al NSW State Conservatorium of Music, ove lavora ad orario ridotto: il resto del suo tempo, lo occupa come insegnante di composizione e di pianoforte privato, dovendo anche trovare dei momenti liberi per le numerosissime commissioni affidategli dall'Ambasciata Neozelandese in Bonn, Musica viva, Radio NZ, Sally Mays e dall'Australia Council.  Inoltre, lavora attivamente conducendo tutte le cinque orchestre dell'Australian Broadcast Corporation, la maggior parte delle volte per alcuni dei suoi propri concerti.
Il suo ritorno definitivo in Nuova Zelanda avviene nel 1984. Continua ad insegnare fino al 1987, anno in cui il suo pensionamento gli permette di dedicarsi interamente alla composizione: infatti, nel 1991 si trasferisce a Waiheke Island, e nei dieci anni che seguono compone un gran numero d'opere
Nel 1999 viene fatto membro della New Zealand Order of Merit nell'occasione dei Queen's Birthday Honours, “per contributi alla musica”.
La sua autobiografia, A life set to music, viene pubblicata nel 2001 da Blanchard Press.
Edwin Carr muore a casa sua il 27 marzo 2003.

## L'opera

### Opere
- Nastasya, opera in tre atti basata sul tema de L'idiota di Fëdor Dostoevskij
- Il Crimine di Lord Arthur Savile, opera in un atto e otto scene basata su una storia breve di Oscar Wilde
- Il Dedalo delle muse, un atto per tre voci e tre strumenti

### Sinfonie
- Quattro sinfonie e una sinfonietta

### Opere per orchestra
- 3 ouverture "Martedì Grasso", "Pacific Festival" e "Gaudeamus"
- Musica di notte - Scherzo
- I dodici segni, per strumenti ad aria, ottoni, arpe e percussioni
- "La fine del tempo d'oro - paesaggio marino"
- "I quattro elementi".
- "Poesie" per piano ad orchestra, basati sulle poesie di Katherine Mansfield
- Sei studi per orchestra d'archi, "Auckland 71 " per orchestra e coro
- Concerto per oboe e orchestra

### Musica da camera
- Due quartetti d'archi
- I quattro elementi, per quattro mandolini
- Quartetto di clarinetti
- Opera per fagotto e pianoforte
- Ottetto d'archi
- Waiheke: quartetto per musetta, oboe, corno inglese e oboe basso
- Quintetto per pianoforte

### Opere cantate
- 3 Canzoni Shakespeariane
- 3 Canzoni d'amore
- 5 Canti e Poemi di Carl Wolkskehl, in tedesco, per pianoforte e orchestra
- "Eve des Eaux" - 8 canti in francese

### Canti corali
- 3 Canzoni di Salomone
- Occhio dei Wolds
- Un canto di Blake
- Un canto di Pasqua

### Opere per soli strumenti
- 3 sonate per piano
- 12 "opere piacevoli"
- 3 libri per studi di concerto
- 4 piccoli studi
- Rivelazione
- 3 "Doves of Peace" (piume di pace, in inglese)
- Le quattro stagioni
- 4 suite per due pianoforti
- Sonata per solo violino
- Sonata per violino e pianoforte
- Serenata per pianoforte e clarinetto
- 4 studi per oboe d'amore, oboe e pianoforte
- Sonatina per pianoforte
- Sonata per organo
- Sonata per due pianoforti
- Valzer per una ragazzina
- Piccolo concerto per flauto, oboe e fagotto
- 3 opere per oboe e organo